# Le Poids de la preuve
Le Poids de la preuve (The Burden of Proof) est un thriller juridique américain de Scott Turow, paru en 1990, et est un peu la suite de Présumé innocent,.
La traduction française de Bernard Blanc est publiée aux éditions Albin Michel en 1991, puis en poche chez J’ai lu en 1993.

## Résumé
Ce thriller judiciaire raconte l’histoire de l’avocat Sandy Stern qui, après le suicide de sa femme Clara, prend conscience que plusieurs réalités de son mariage lui ont échappé. Son deuil coïncide avec l’acceptation d’une nouvelle cause, soit la défense du courtier en marchandises Dixon Hartnel, un individu à la personnalité complexe envers qui Sandy éprouve à la fois admiration et méfiance. Sandy comprend très vite que sa représentation de « Dix » l’oblige à manœuvrer prudemment entre la défense vigoureuse des intérêts de son client et l'observance des règles de déontologie de sa profession au sein du système judiciaire.

## Particularités du roman
Comme dans les autres suspenses juridiques de Scott Turow, l’action se passe dans le comté fictif de Kindle, quelque part dans le Midwest américain, et met en scène des personnages déjà connus.

## Mini-série
Une mini-série basée sur la version originale américaine du roman est télédiffusée aux États-Unis en février 1992 et met en vedette Héctor Elizondo dans le rôle de Sandy Stern et Brian Dennehy dans celui de Dixon Hartnell. 
La mini-série se mérite un Eddie au titre du meilleur montage. Elle est aussi nommée pour deux Emmy au titre de meilleure mini-série et meilleur acteur de soutien (Brian Dennehy). 